# 2MASS J0825+2115
2MASS J082+2115 (= 2MASS J08251968+2115521) is een bruine dwerg met een spectraalklasse van L7.5. De ster bevindt zich 35,22 lichtjaar van de zon.